# Barbot-Efapel/Saison 2011
Dieser Artikel listet Erfolge und Mannschaft des Radsportteams Barbot-Efapel in der Saison 2011 auf.

## Erfolge in der UCI Europe Tour
In der Saison 2011 gelangen dem Team nachstehende Erfolge in der UCI Europe Tour.
| Datum        | Rennen                                                 | Kat. | Fahrer         |
| ------------ | ------------------------------------------------------ | ---- | -------------- |
| 27. März     | 3. Etappe Grande Prémio da Costa Azul                  | 2.2  | Filipe Cardoso |
| 25.–27. März | Gesamtwertung Grande Prémio da Costa Azul              | 2.2  | Filipe Cardoso |
| 23. April    | Gran Premio Llodio                                     | 1.1  | Santiago Pérez |
| 12. Juni     | 4. Etappe Volta ao Alentejo                            | 2.2  | Filipe Cardoso |
| 9. Juli      | 3. Etappe Grande Prémio Internacional de Torres Vedras | 2.2  | Sérgio Ribeiro |
| 10. Juli     | 4. Etappe Grande Prémio Internacional de Torres Vedras | 2.2  | Raúl Alarcón   |
| 5. August    | 1. Etappe Volta a Portugal                             | 2.1  | Sérgio Ribeiro |
| 6. August    | 2. Etappe Volta a Portugal                             | 2.1  | Sérgio Ribeiro |

## Zugänge – Abgänge
| Zugänge        | Team 2010                          | Abgänge         | Team 2011                |
| -------------- | ---------------------------------- | --------------- | ------------------------ |
| Santiago Pérez | Centro Ciclismo de Loulé-Louletano | Bruno Pires     | Leopard Trek             |
| Bruno Pinto    | Centro Ciclismo de Loulé-Louletano | David Bernabéu  | Andalucía Caja Granada   |
| Filipe Cardoso | LA Rota dos Móveis                 | Bruno Lima      | Onda                     |
| Sérgio Sousa   | Madeinox-Boavista                  | Hélder Oliveira | Onda                     |
| Raúl Alarcón   | Asfaltos Guerola                   | Mário da Costa  | Louletano/Loulé Concelho |
| Daniel Freitas | Neoprofi                           | Joaquín Ortega  | Dopingsperre             |

## Mannschaft
| Name            | Geburtstag        | Nationalität |
| --------------- | ----------------- | ------------ |
| Raúl Alarcón    | 25. März 1986     | Spanien      |
| António Amorim  | 19. Mai 1985      | Portugal     |
| Carlos Baltazar | 10. August 1987   | Portugal     |
| Filipe Cardoso  | 15. Mai 1984      | Portugal     |
| César Fonte     | 10. Dezember 1986 | Portugal     |
| Daniel Freitas  | 10. Mai 1991      | Portugal     |
| Santiago Pérez  | 5. August 1977    | Spanien      |
| Bruno Pinto     | 8. Juni 1985      | Portugal     |
| Sérgio Ribeiro  | 28. November 1980 | Portugal     |
| Rui Sousa       | 17. Juli 1976     | Portugal     |
| Sérgio Sousa    | 11. Oktober 1983  | Portugal     |

## Platzierungen in UCI-Ranglisten
UCI Europe Tour 2011
|      | Fahrer         | Punkte |
| ---- | -------------- | ------ |
| 55.  | Sérgio Ribeiro | 181    |
| 86.  | Filipe Cardoso | 142    |
| 152. | Santiago Pérez | 98     |
| 243. | Sérgio Sousa   | 64     |
| 320. | Rui Sousa      | 49     |
| 668. | Raúl Alarcón   | 16     |